# Mauro Betta
Mauro Betta (Trento, 27 settembre 1953) è un politico italiano.

## Biografia
Nel 1978 è stato eletto consigliere provinciale a Trento per la Democrazia Cristiana e dal 1981 al 1984 è stato assessore provinciale.
Nel 1998 insieme a Lorenzo Dellai è stato uno degli ideatori della lista civica Margherita, di cui nel 2000 e diventato coordinatore per la Provincia di Trento.
Tale progetto è stato il modello per la nascita de Margherita a livello nazionale, con cui poi Betta viene eletto senatore nel 2001, nella XIV Legislatura è stato vicepresidente della VII Commissione permanente (Istruzione pubblica, beni culturali) dal 26 giugno 2001 al 27 aprile 2006. È stato poi deputato per l'Ulivo dal 2006 al 2008; nel frattempo fa parte della segreteria dell'Unione per il Trentino. Dopo aver aderito al PD fin dalla nascita del partito, a fine del 2009 lo abbandona per aderire ad Alleanza per l'Italia.
È sposato e ha due figli.